# Arizelocichla
Genre
Répartition géographique
Arizelocichla est un genre de passereaux de la famille des Pycnonotidae. Il comprend douze espèces de bulbuls.

## Répartition
Ce genre est endémique de l'afromontane.

## Liste des espèces
Selon la classification de référence du Congrès ornithologique international (version 14.2, 2024) (ordre alphabétique) :
- Arizelocichla chlorigula (Reichenow, 1899) — Bulbul à gorge verte, Bulbul des Nguru
- Arizelocichla fusciceps (Shelley, 1893) — Bulbul à tête cendrée, Bulbul à tête fauve, Bulbul méridional
- Arizelocichla kakamegae (Sharpe, 1900) — Bulbul de Kakamega
  - Arizelocichla kakamegae kakamegae (Sharpe, 1900)
  - Arizelocichla kakamegae kungwensis Moreau, 1941
- Arizelocichla kikuyuensis (Sharpe, 1891) — Bulbul kikuyu
- Arizelocichla masukuensis (Shelley, 1897) — Bulbul de Masuku
  - Arizelocichla masukuensis masukuensis (Shelley, 1897)
  - Arizelocichla masukuensis roehli (Reichenow, 1905)
- Arizelocichla milanjensis (Shelley, 1894) — Bulbul montagnard
- Arizelocichla montana (Reichenow, 1892) — Bulbul concolore
- Arizelocichla neumanni Hartert, 1922 — Bulbul de Neumann, Bulbul des Uluguru
- Arizelocichla nigriceps (Shelley, 1889) — Bulbul à tête sombre
  - Arizelocichla nigriceps nigriceps (Shelley, 1889)
  - Arizelocichla nigriceps usambarae (Grote, 1919)
- Arizelocichla striifacies (Reichenow & Neumann, 1895) — Bulbul à face striée
  - Arizelocichla striifacies striifacies (Reichenow & Neumann, 1895)
  - Arizelocichla striifacies olivaceiceps (Shelley, 1896)
- Arizelocichla tephrolaema (Gray, GR, 1862) — Bulbul à gorge grise, Bulbul à tête grise
  - Arizelocichla tephrolaema bamendae (Bannerman, 1923)
  - Arizelocichla tephrolaema tephrolaema (Gray, GR, 1862)